# Bò kho
Bò kho là một món ăn chế biến từ thịt bò với phương pháp kho, có xuất xứ ở miền Nam Việt Nam. Món này được nhiều người ưa thích. Nguyên bản món Bò kho được người miền Nam Việt Nam dùng kèm với nhiều loại rau mùi, để tăng hương vị món ăn. Tuy có tên gọi là bò kho nhưng cách thức chế biến chủ đạo của món ăn lại là hầm, hình thức kho được dùng để tẩm ướp và làm săn chắc thịt bò trước khi hầm. Món này cũng nổi tiếng bên ngoài Việt Nam.

## Nguyên liệu
- 1,2 kg thịt bò tùy theo sở thích có thể chọn bắp bò, gân hoặc nạm
- 1 muỗng hành băm
- Tiêu hạt
- 1 gói gia vị bò kho (25 g)/ 1 gói ngũ vị hương
- 1 muỗng tỏi băm
- 2 củ cà rốt, 2 củ cải trắng, 1 củ hành tây, 2 củ khoai tây
- 6 cây sả

## Cách làm

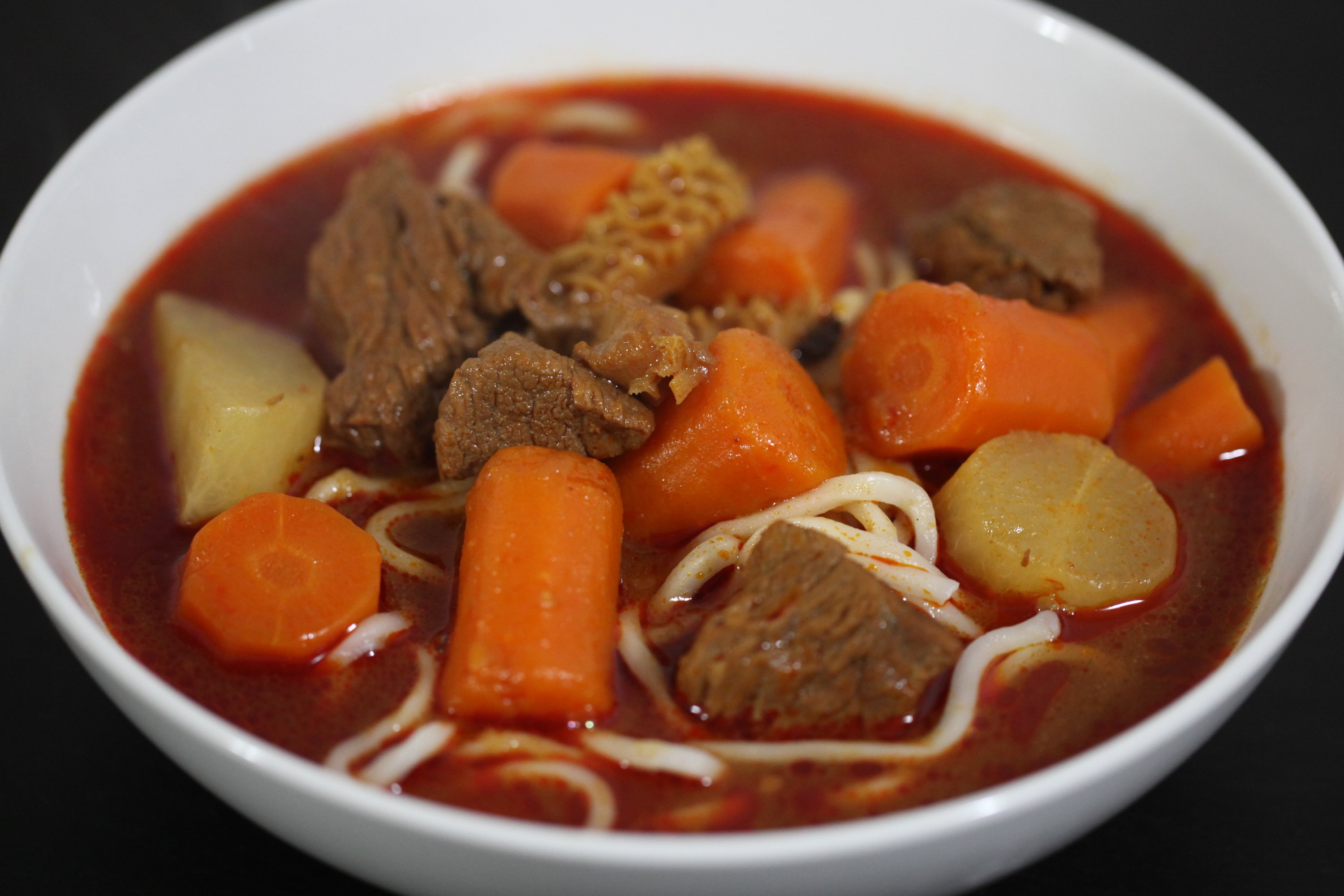
Một tô bún bò kho.

Cắt sả làm đôi giữ lại phần ngọn còn phần thân đập giập và băm nhuyễn. Cà rốt và củ cải rửa sạch gọt vỏ cắt miếng vừa ăn. Để khử mùi của thịt bò ta nên rửa kỹ với muối sau đó chần nhanh qua nước sôi sau đó thái thành miếng vừa miệng. Cho thịt bò vào thau ướp với gia vị bò kho, cho thêm 1 muỗng muối, 2 muỗng đường và nửa muỗng canh bột ngọt, cùng với hành và tỏi băm ướp trong vòng 30 phút. Phi thơm hành tỏi băm trước khi cho thịt vào đảo đều trên lửa lớn cho xăn miếng thịt. Tiếp đến cho toàn bộ phần thịt bò vào nồi áp suất hoặc nồi ủ, cho phần ngọn sả cà rốt cải trắng vào, đổ nước vừa đun lửa lớn cho đến khi sôi thì hạ lửa nhỏ. Đối với nồi áp suất thì chúng ta chỉ cần đun khoảng 20 phút là thịt đã mềm, còn dùng nồi ủ thì chỉ cần đun cho sôi rồi mang để vào trong nồi ủ chừng 4-8h là có thể dùng được. Múc bò kho ra tô dùng kèm với bánh mì hoặc với cơm nóng đều ngon.